# Horizon (альбом)
Horizon  — шестой студийный альбом американского дуэта The Carpenters, выпущенный в 1975 году на лейбле A&M Records. В альбоме были записаны одни из наиболее известных песен дуэта — «Only Yesterday» и «Please Mr. Postman».

## История
Первый сингл альбома «Please Mr. Postman» (выпущенный семью месяцами ранее) стал самым популярным треком альбома, а также самым популярным синглом Carpenters во всем мире. Он достиг первого места в США, Австралии, Новой Зеландии, Канаде и Южной Африке, а также достиг второго места в Великобритании и Ирландии. В этом треке Карен играет на барабанах и Тони Пелузо на гитаре. Следующий сингл «Only Yesterday» также имел успех, достигнув второго места в Канаде и Франции, четвёртого места в США, пятого в Ирландии, седьмого в Великобритании, десятого в Новой Зеландии и был сертифицирован в золотом статусе в Японии. Песня также получила престижную премию Grand Prix award в Японии. Третий сингл, «Solitaire» достиг 17-го места в США и попал в топ-40 лучших в нескольких других странах мира. По словам Ричарда, Карен никогда не любила эту песню. Версия этой песни The Carpenters не включает текст песни, включённый в оригинал.

## Отзывы
Рецензент Rolling Stone Стивен Холден высоко оценил Horizon, назвав его «самым музыкально сложным альбомом дуэта The Carpenters на сегодняшний день» и отметив, что «хотя Карен Карпентер и не является эмоционально убедительной певицей, она превратилась в прекрасного вокального техника, чьи мягкие интерпретации песен Eagles „Desperado“ и Нила Седаки „Solitaire“ свидетельствуют о профессионализме наравне с такими звёздами пятидесятых, как Джо Стаффорд и Розмари Клуни. Ричард Карпентер также вырос в высококвалифицированного продюсера/аранжировщика лёгкой для восприятия музыки. В противовес тщательно структурированному звучанию формулы The Carpenters, где соло Карен врываются и вырываются из пелены мультигармонии, Ричард наложил более тщательно оркестрованные текстуры, чем раньше, и мудро смикшировал их на уровне, не отвлекающем внимание от проникновенного пения Карен».
Billboard отметил, что «величественное красноречивое звучание их превосходных бэк-аранжировок даёт этому коллективу особую стартовую площадку, с которой он может катапультировать своё вокальное звучание. Сильный и позитивный голос Карен сливается с её текстами, будь то уже известные работы („Please Mr. Postman“ и „Only Yesterday“) или старые вечнозелёные песни вроде „I Can Dream Can’t I“. Мягкие качества Карен, а также её слияние с братом Ричардом во всенаправленную атаку обеспечивают лёгкость восприятия материала».
В своей рецензии американский еженедельник Cashbox высоко оценил альбом, заявив, что «естественный вокал Карен и аранжировочный гений Ричарда в сочетании сделали звучание The Carpenters классическим на рынке easy listening (лёгкой музыки). Эта успешная музыкальная формула продолжается и на Horizons, когда Carpenters используют свои утончённые таланты в проверенных временем композициях „Only Yesterday“ и „Love Me For What I Am“… Карпентеры снова доказывают, что они создают музыку века».
В то же время обозреватель крупнейшего электронного портала AllMusic дал альбому смешанную рецензию, отметив, что «прекрасно аранжированная „Aurora“ задаёт атмосферу альбома», однако «каверы, „Desperado“ и „Please Mr. Postman“, не добавляют дуэту ничего нового в композиции… Хотя некоторых может оттолкнуть от альбома его печальный или не очень дух, Horizon набирает силу за счёт сильного продюсирования и, конечно же, уникального дара Карен Карпентер как интерпретатора».

## Список композиций
| №  | Название                | Автор(ы)                                                                                   | Длительность |
| -- | ----------------------- | ------------------------------------------------------------------------------------------ | ------------ |
| 1. | «Aurora»                | Ричард Карпентер Джон Беттис [англ.]                                                       | 1:30         |
| 2. | «Only Yesterday»        | Карпентер Беттис                                                                           | 4:10         |
| 3. | «Desperado»             | Дон Хенли Гленн Фрай                                                                       | 3:35         |
| 4. | «Please Mr. Postman»    | Джорджия Доббинс Уильям Гаррет Фредди Горман [англ.] Брайан Холланд [англ.] Роберт Бейтман | 2:48         |
| 5. | «I Can Dream, Can’t I?» | Сэмми Фейн Ирвинг Кахал [англ.]                                                            | 4:46         |

| №                   | Название                                      | Автор(ы)                               | Длительность |
| ------------------- | --------------------------------------------- | -------------------------------------- | ------------ |
| 1.                  | «Solitaire»                                   | Нил Седака Фил Коди                    | 4:40         |
| 2.                  | «Happy»                                       | Тони Пелузо [англ.] Дайан Рубин Беттис | 3:50         |
| 3.                  | «(I’m Caught Between) Goodbye and I Love You» | Карпентер Беттис                       | 3:58         |
| 4.                  | «Love Me for What I Am»                       | Пальма Паскаль Беттис                  | 3:28         |
| 5.                  | «Eventide»                                    | Карпентер Беттис                       | 1:17         |
| Общая длительность: | Общая длительность:                           | Общая длительность:                    | 34:02        |

## Участники записи
Приведены по сведениям базы данных Discogs, нумерация треков указана по изданию в формате компакт-диска.

| The Carpenters: - Карен Карпентер — вокал, ударные - Ричард Карпентер — клавишные, синтезатор ARP, вокал Приглашённые музыканты: Задействованы в записи всех песен кроме «I Can Dream, Can’t I?» - Джо Осборн — бас-гитара - Джим Гордон — ударные - Тони Пелузо — гитара - Боб Мессенджер — тенор-саксофон - Дуг Строун — баритон-саксофон - Эрл Дамлер — гобой, английский рожок - Тад Максвелл — педальная слайд-гитара - Рэд Роудс — педальная слайд-гитара - Томми Морган — губная гармошка - Гейл Левант — арфа | Приглашённые музыканты: Задействованы в записи песни «I Can Dream, Can’t I?» - Джо Мондрагон — бас-гитара - Элвин Столлер — ударные - Пит Джолли — клавишные - Фрэнк Флинн — вибрафон - Боб Бэйн — гитара Технический персонал: - Карен Карпентер — музыкальный продюсер - Ричард Карпентер — музыкальный продюсер - Роджер Янг — звукорежиссёр - Рэй Герхардт — звукорежиссёр (в песнях 4, 7, 9) - Дэйв Айвленд — ассистент звукорежиссёра - Берни Грундман — мастеринг-инженер - Роланд Янг — арт-директор - Эд Караефф — фотографии |

## Позиции в хит-парадах и уровни продаж
Еженедельные чарты:
| Год       | Хит-парад                           | Высшая позиция | Пребывание в чарте |
| --------- | ----------------------------------- | -------------- | ------------------ |
| 1975—1976 | Австралия (Kent Music Report)       | 21             | нет данных         |
| 1975—1976 | Великобритания (UK Albums Chart)    | 1              | 31 неделя          |
| 1975—1976 | Канада (RPM Albums Chart)           | 4              | 21 неделя          |
| 1975—1976 | Новая Зеландия (NZ Albums Chart)    | 3              | 20 недель          |
| 1975—1976 | Норвегия (VG-lista)                 | 5              | 13 недель          |
| 1975—1976 | США (Billboard Top LPs & Tape)      | 13             | 18 недель          |
| 1975—1976 | Финляндия (Suomen virallinen lista) | 13             | 15 недель          |
| 1975—1976 | ФРГ (Offizielle Top 100)            | 42             | 1 неделя           |
| 1975—1976 | Япония (Oricon LP Chart)            | 1              | 32 недели          |

| Хит-парад (1975)              | Позиция |
| ----------------------------- | ------- |
| Австралия (Kent Music Report) | 78      |
| Великобритания (Gallup Poll)  | 4       |
| Канада (RPM Year-End)         | 40      |
| Япония (Oricon)               | 8       |

| Регион | Сертификация | Продажи    |
| --- | ------------ | ---------- |
| Великобритания (BPI) | Золотой      | 100 000^   |
| Канада (Music Canada) | Золотой      | 50 000^    |
| США (RIAA) | Платиновый   | 1 000 000^ |
| Япония (RIAJ) | —            | 228 000    |
| * Данные о продажах приведены только на основе сертификации. ^ Данные о тиражах приведены только на основе сертификации. |              |            |